# Wartburg (Schiff, 1900)
Der Frachtdampfer Wartburg war ein deutsches Handelsschiff der Deutschen Dampfschifffahrts-Gesellschaft „Hansa“. Der Frachter wurde 1900 von Wigham Richardson & Co, Ltd in Newcastle upon Tyne, England, gebaut.
Seit 1905 stand das Schiff als Tübingen im Dienst des Norddeutschen Lloyd und suchte 1914 in Manila Zuflucht. 1917 wurde es beim Eintritt der USA in den Ersten Weltkrieg beschlagnahmt und stand dann als Seneca und Wabash in amerikanischen Diensten.

1924 wurde sie zum Abbruch nach Italien verkauft.

## Bau und Technische Daten
Das Schiff lief im September 1900 auf der Werft von Wigham, Richardson & Co. in Newcastle upon Tyne mit der Baunummer 365 vom Stapel. Die britische Werft hatte 1895 mit der Goldenfels erstmals ein Schiff für die DDG Hansa gebaut und in der Folge weitere acht Schiffe, darunter mit der zweiten Drachenfels von 7217 BRT das bislang größte Schiff der Reederei, geliefert.

Das Schiff hatte eine registrierte Länge von 115,75 m, war 15,14 m breit, und hatte eine Seitenhöhe von 10,53 m und einen Tiefgang von 8,07 m. Das Schiff war mit 5.448 BRT und 3.516 NRT vermessen und hatte eine Tragfähigkeit von 6.775 tdw. Die Maschinenanlage bestand aus einer Vierfach-Expansions-Dampfmaschine von Wigham Richardson & Co. mit 2500 PSi, einer Schraube und ermöglichte eine Geschwindigkeit von 11,5 Knoten. Die Besatzung bestand aus 48 bis 56 Mann.
Die Wartburg hatte ein Schwesterschiff mit der 1900 in Flensburg gebauten Löwenburg. Beide Schiffe waren im Hinblick auf den La-Plata-Dienst besonders für den Viehtransport ausgelegt.

## Laufbahn
Die Wartburg wurde am 2. November 1900 an die DDG „Hansa“ in Bremen abgeliefert und fuhr bis 1905 für diese Reederei. Sie war das zweite nach der berühmten Burg in Thüringen benannte Schiff der Reederei.

Die erste Wartburg von 1744 BRT war 1888 von der Flensburger Schiffbau-Gesellschaft (BauNr. 98) an die Reederei für ihren La Plata-Dienst geliefert worden und war das Typschiff von sechs kleinen Dampfern für diesen Dienst, die in Flensburg und Dänemark gebaut wurden. 1899 wurde sie als erstes Schiff der Klasse zusammen mit dem Schwesterschiff Löwenburg an die von Menzell & Co gemanagte Hanseatische Dampfer Compagnie in Hamburg verkauft, wo sie bis zu ihrem Untergang 1903 nach einem Brand in der Formosastrasse als Arnold Luyken in Dienst blieb
Am 26. Oktober 1905 erwarb der Norddeutsche Lloyd die Wartburg (zusammen mit dem in Flensburg gebauten Schwesterschiff Löwenburg) von der DDG Hansa, um die beiden Schiffe unter deutscher Flagge unter dem NamenTübingenund Sigmaringen auf der Route von Marseille zum Schwarzen Meer einzusetzen. Da die Schiffe sich als zu groß für diesen Dienst erwiesen, liefen sie ab 1907 im Ostasiendienst des NDL. Beim Ausbruch des Ersten Weltkrieges im August 1914 wurde das Schiff im Hafen von Manila aufgelegt und dort am 6. April 1917 vom United States Shipping Board beschlagnahmt, als die Vereinigten Staaten dem Konflikt beitraten.
Das Schiff wurde in Seneca umbenannt und war bis Februar 1918 Teil der US-Handelsmarine, bevor es von der Marine unter dem NamenUSS Wabash (ID # 1824) übernommen wurde. Das Schiff machte seine erste militärische Reise als eine Einheit des Marine Overseas Transportation Service von Februar bis April aus den USA nach Frankreich und zurück. Während ihrer zweiten militärischen Reise kollidierte die USS Wabash in einem Konvoi in der nebligen Nacht vom 22. Mai 1918 mit dem US-Navy-Patrouillenboot Wakiva und versenkte dieses.
Während des Rests des Ersten Weltkriegs und in den Monaten nach dem Waffenstillstand vom 11. November 1918 schloss sie drei weitere Atlantiküberquerungen mit jeweils Hin- und Rückfahrt ab. Das Schiff wurde am 21. April 1919 entmilitarisiert und kehrte in das USA Shipping Board zurück.
Anschließend wurde das Schiff zunächst an die French-American Line in New York abgegeben und war für eine Umbenennung in Celeste Fraenkel vorgesehen, es wurde jedoch 1921 an die North Atlantic and Western Steamship Company in Wilmington weiterveräußert und fuhr dort bis 1924 als Handelsschiff unter der US-Flagge. Nach einem weiteren Verkauf an B.W.W. Newhall in Boston veräußerten diese das Schiff noch im selben Jahr zum Abbruch in Italien.

### Das SchwesterschiffLöwenburg/Sigmaringen
Das bei der Flensburger Schiffbau-Gesellschaft unter der BauNr. 200 gefertigte Schiff lief am 8. Juli 1900 als zweite Löwenburg vom Stapel. Mit 120,09 m Länge über alles entsprach sie der gleichzeitig in England gebauten Wartburg. Das in Flensburg gebaute Schiff war 15,29 m breit und hatte 8,99 m Tiefgang.

Am 15. September 1900 wurde die Löwenburg als erstes der Schwesterschiffe von der DDG Hansa übernommen.
Am 9. Dezember 1905 wurde auch sie an den Norddeutschen Lloyd verkauft. Vorgesehen für den Dienst zwischen dem Mittelmeer und dem Schwarzen Meer, der nicht die Erwartungen der Reederei erfüllte, kam auch sie in den Frachtdienst nach Ostasien. Im August 1914 befand sie sich im Mittelmeer und suchte in Syrakus Zuflucht.

Nach dem Kriegsbeitritt der Italiener auf Seiten der Entente kam das beschlagnahmte Schiff in den Dienst der Italienischen Staatsbahn und wurde in Arnaldo da Brescia umbenannt. 1923 wurde die ehemalige Löwenburg in Italien abgewrackt.